# ذوب جهشی
در ژنتیک فرگشتی، ذوب جهشی (به انگلیسی: Mutational meltdown)، یک زیررده از گرداب انقراض است که در آن محیط و استعداد ژنتیکی متقابلاً یکدیگر را تقویت می‌کنند. ذوب جهشی (نباید با مفهوم فاجعه خطا اشتباه گرفته شود) تجمع جهشهای زیان‌بار در یک جمعیت کوچک است که سبب از دست دادن برازش و کاهش اندازه جمعیت می‌شود و ممکن است منجر به تجمع بیشتر جهش‌های زیان‌آور ناشی از تثبیت با رانش ژنتیکی شود.